# Bedřich Ščerban
Bedřich Ščerban (né le 31 mai 1964 à Jihlava en Tchécoslovaquie aujourd'hui ville de République tchèque) est un joueur professionnel de hockey sur glace. Il est depuis le 6 mars 2008 directeur général du HC Dukla Jihlava.

## Biographie
Défenseur, Ščerban commence sa carrière dans le club de sa ville natale, l'Armádní Sportovní Družstvo Dukla Jihlava soit ASD Dukla Jihlava en abrégé en 1986.
En 1990-91, son équipe termine pour la deuxième année consécutive à la première place du classement de la saison régulière emmenée par Ščerban, qui est alors le capitaine. L'équipe remporte alors son douzième titre de champion de Tchécoslovaquie, décrochant par la même occasion le record du nombre de titres pour un club. Ščerban est élu le joueur le plus fair-play de la saison et il remporte également la Zlatá hokejka,.
À la suite de ce titre de champion, Ščerban quitte son club formateur, les finances de celui-ci étant de plus en plus dans le rouge et rejoint Tappara Tampere du championnat élite de Finlande, la SM-liiga. Il n'y joue qu'une saison avant de passer au Brynäs IF de l'élite suédoise, l'Elitserien.
Il retourne en 1996 en République tchèque pour jouer avec le HC Vsetín et le Dukla Jihlava avant de prendre la saison suivante le chemin de l'Allemagne, passant 3 saisons avec l'ESC Moskitos Essen puis quatre avec le EHC Freiburg avant de revenir dans son pays avec le HC Berounští Medvědi, puis le Slavia Trebíc.
Sur la scène internationale, Bedřich Ščerban remporta la médaille de bronze aux Jeux olympiques d'hiver de 1992 avec l'Équipe de Tchécoslovaquie de hockey sur glace.

## Statistiques

### En club
| Saison    | Équipe                   | Ligue               |    | Saison régulière | Saison régulière | Saison régulière | Saison régulière | Saison régulière |   | Séries éliminatoires | Séries éliminatoires | Séries éliminatoires | Séries éliminatoires | Séries éliminatoires |
| Saison    | Équipe                   | Ligue               | PJ | B                | A                | Pts              | Pun              | PJ               | B | A                    | Pts                  | Pun                  |                      |                      |
| 1986-1987 | ASD Dukla Jihlava        | 1. liga             | 41 | 3                | 7                | 10               | 26               |                  |   |                      |                      |                      |                      |                      |
| 1987-1988 | ASD Dukla Jihlava        | 1. liga             |    |                  |                  |                  |                  |                  |   |                      |                      |                      |                      |                      |
| 1988-1989 | ASD Dukla Jihlava        | 1. liga             | 46 | 4                | 15               | 19               | 18               |                  |   |                      |                      |                      |                      |                      |
| 1989-1990 | ASD Dukla Jihlava        | 1. liga             | 45 | 8                | 10               | 18               |                  |                  |   |                      |                      |                      |                      |                      |
| 1990-1991 | ASD Dukla Jihlava        | 1. liga             | 57 | 11               | 12               | 23               |                  |                  |   |                      |                      |                      |                      |                      |
| 1991-1992 | Tappara Tampere          | SM-Liiga            | 43 | 4                | 3                | 7                | 18               |                  |   |                      |                      |                      |                      |                      |
| 1991-1992 | Tappara Tampere          | Liigakarsinta       | 4  | 0                | 5                | 5                | 0                |                  |   |                      |                      |                      |                      |                      |
| 1992-1993 | Brynäs IF                | Elitserien          | 37 | 5                | 13               | 18               | 36               | 10               | 1 | 6                    | 7                    | 6                    |                      |                      |
| 1993-1994 | Brynäs IF                | Elitserien          | 40 | 6                | 12               | 18               | 26               | 7                | 1 | 3                    | 4                    | 6                    |                      |                      |
| 1994-1995 | Brynäs IF                | Elitserien          | 40 | 4                | 9                | 13               | 26               | 14               | 4 | 5                    | 9                    | 12                   |                      |                      |
| 1995-1996 | Brynäs IF                | Elitserien          | 22 | 0                | 4                | 4                | 14               |                  |   |                      |                      |                      |                      |                      |
| 1995-1996 | Brynäs IF                | Division 1          | 17 | 3                | 10               | 13               | 14               | 9                | 3 | 3                    | 6                    | 4                    |                      |                      |
| 1996-1997 | HC Petra Vsetín          | Extraliga           | 16 | 2                | 2                | 4                | 4                |                  |   |                      |                      |                      |                      |                      |
| 1996-1997 | HC Dukla Jihlava         | Extraliga           | 25 | 1                | 5                | 6                | 18               |                  |   |                      |                      |                      |                      |                      |
| 1997-1998 | ESC Moskitos Essen       | 1.Liga Nord         | 62 | 14               | 38               | 52               | 48               |                  |   |                      |                      |                      |                      |                      |
| 1998-1999 | ESC Moskitos Essen       | 1. Bundesliga       | 67 | 8                | 41               | 49               | 50               |                  |   |                      |                      |                      |                      |                      |
| 1999-2000 | ESC Moskitos Essen       | DEL                 | 53 | 3                | 16               | 19               | 40               |                  |   |                      |                      |                      |                      |                      |
| 1999-2000 | ESC Moskitos Essen       | DEL - Abstiegsrunde | 10 | 0                | 3                | 3                | 10               |                  |   |                      |                      |                      |                      |                      |
| 2000-2001 | EHC Fribourg             | 2. Bundesliga       | 43 | 7                | 36               | 43               | 48               |                  |   |                      |                      |                      |                      |                      |
| 2001-2002 | EHC Fribourg             | 2. Bundesliga       | 62 | 9                | 47               | 56               | 44               |                  |   |                      |                      |                      |                      |                      |
| 2002-2003 | EHC Fribourg             | 2. Bundesliga       | 56 | 7                | 49               | 56               | 34               | 12               | 4 | 10                   | 14                   | 4                    |                      |                      |
| 2003-2004 | EHC Fribourg             | DEL                 | 23 | 0                | 10               | 10               | 16               |                  |   |                      |                      |                      |                      |                      |
| 2003-2004 | EHC Freiburg             | DEL - Abstiegsrunde | 5  | 0                | 1                | 1                | 6                |                  |   |                      |                      |                      |                      |                      |
| 2004-2005 | HC Berounští Medvědi     | 1.liga              | 12 | 1                | 2                | 3                | 4                |                  |   |                      |                      |                      |                      |                      |
| 2004-2005 | SK Horácká Slavia Třebíč | 1.liga              | 25 | 0                | 1                | 1                | 18               |                  |   |                      |                      |                      |                      |                      |
| 2005-2006 | SK Horácká Slavia Třebíč | 1.liga              | 51 | 3                | 16               | 19               | 46               |                  |   |                      |                      |                      |                      |                      |
| 2006-2007 | SK Horácká Slavia Třebíč | 1.liga              | 51 | 8                | 23               | 31               | 52               | 5                | 0 | 1                    | 1                    | 12                   |                      |                      |
| 2007-2008 | HC Dukla Jihlava         | 1.liga              | 23 | 1                | 6                | 7                | 22               |                  |   |                      |                      |                      |                      |                      |

### Traductions
Cette section présente les traductions littérales des termes tchèques en français.
1. ↑  Armádní Sportovní Družstvo signifie « équipe de sport de l'armée ».
2. ↑  Zlatá hokejka signifie « Crosse d'or »